# Саввино (Шилкинський район)
Са́ввино (рос. Саввино) — село у складі Шилкинського району Забайкальського краю, Росія. Входить до складу Галкинського сільського поселення.
Стара назва — Савино.

## Населення
Населення — 290 осіб (2010; 287 у 2002).
Національний склад (станом на 2002 рік):
- росіяни — 100 %